# Sterphus scutellata
Sterphus scutellata är en tvåvingeart som först beskrevs av Charles Howard Curran 1934.  Sterphus scutellata ingår i släktet Sterphus och familjen blomflugor. Inga underarter finns listade i Catalogue of Life.